# А що як... Кіллмонґер врятував би Тоні Старка?
«А що як... Кіллмонґер врятува́в би То́ні Ста́рка?» (англ. What If... Killmonger Rescued Tony Stark?) — шостий епізод першого сезону американського анімаційного телесеріалу «А що як...?», заснованого на однойменній серії коміксів від Marvel. У цьому епізоді досліджується, що було б, якщо події фільмів Кіновсесвіту Marvel (КВМ) «Залізна людина» (2008) і «Чорна пантера» (2018) відбулися б по іншому, де Ерік «Кіллмонґер» Стівенс реалізовує свій секретний план по проникненню у Ваканду, що включає в себе порятунок Тоні Старка і входження до нього в довіру. Сценарій до епізоду написав редактор сюжетів Метью Шонсі, а режисером став Браян Ендрюс.
Джеффрі Райт розповідає події мультсеріалу в ролі Спостерігача, і в озвучці епізоду також взяли участь Майкл Б. Джордан (Кіллмонґер), Джон Фавро, Чедвік Боузман, Анджела Бассетт, Данай Ґуріра, Енді Серкіс, Дон Чідл, Пол Беттані, Джон Кані, Леслі Бібб і Мік Вінґерт (Старк). Розробка серіалу почалася до вересня 2018 року, і Ендрюс приєднався незабаром після цього, і очікувалося, що безліч акторів повернуться до своїх ролей з фільмів КВМ. Анімацію до епізоду надала студія Flying Bark Productions, причому Стефан Франк виступив в якості глави анімації.
«А що як... Кіллмонґер врятував би Тоні Старка?» був випущений на Disney+ 15 вересня 2021 року. Критики високо оцінили акцент на Кіллмонґері та відзначили його зображення як фаната аніме в епізоді, проте розкритикували різке закінчення.

## Сюжет
У 2010 році в Афганістані військовий конвой Тоні Старка потрапляє в засідку терористичної організації «Десять кілець», але його рятує Ерік «Кіллмонґер» Стівенс. Повернувшись у «Stark Industries», Старк наймає Кіллмонґера і обіцяє створювати найкращу зброю. Кіллмонґер викриває причетність Обадая Стейна до засідці, дізнавшись про це після проникнення в «Десять кілець», і, згодом, замінює Стейна. Старк пропонує свій досвід для створення роботів-дронів, розроблених Кіллмонґером, і йому вдається створити одного з них за допомогою вібранієвого кільця Кіллмонґера в якості джерела живлення.
Потребуючи в більшій кількості вібранія для створення армії дронів, вони домовляються про те, щоб Джеймс «Роуді» Роудс купив вкрадений вібраній у Улісса Кло. Кло повідомляє Ваканді про угоду, заманюючи Т'Чаллу / Чорну пантеру, який нападає на зустріч, щоб повернути вібраніум. Кіллмонґер вбиває Т'Чаллу і Роудс, підлаштовуючи все так, ніби вони вбили один одного. Старк протистоїть Кіллмонґеру і намагається помститися за Роудсі, наказавши дрону вбити Кіллмонґера, але Кіллмонґер перемагає дрона і вбиває Старка, інсценувавши його смерть як атаку з боку Ваканди. Незабаром після цього Кіллмонґер створює армію дронів за допомогою вкраденого вібраніума.
США і Ваканда вступають в конфлікт через смерть Т'Чалли, Роудс і Старка. Американські військові на чолі з генералом Таддеусом Россом беруть під свій контроль «Stark Industries» і використовують армію дронів для вторгнення в Ваканду. Тим часом Кіллмонґер вбиває Кло, щоб довести свою відданість Ваканді, і возз'єднується зі своєю відчуженою сім'єю, правителями Ваканди. Кіллмонґер відключає Росса від управління дронами, а потім таємно активує їх бойові можливості, щоб він міг очолити армію Ваканди і перемогти їх.
Після битви король Т'Чака наділяє Кіллмонґера титулом Чорної пантери. В астральному плані Кіллмонґер зустрічається з Т'Чаллой, який попереджає його, що одного разу він зазнає поразки. Поки американські військові будують плани по знищенню Ваканди, сестра Т'Чалли Шурі зустрічається з помічницею Старка Пеппер Поттс, пропонуючи, щоб вони розкрили правду про Кіллмонґера.

## Виробництво

### Розробка
До вересня 2018 року Marvel Studios розробляла анімаційний серіал-антологію, заснований на серії коміксів «What If», в якому буде розглянуто, як би змінилися фільми Кіновсесвіту Marvel (КВМ), якби певні події відбулися по-іншому. Головний сценарист А. С. Бредлі приєдналася до проєкту в жовтні 2018 року, в той час як режисер Браян Ендрюс зустрівся з виконавчим продюсером Marvel Studios Бредом Віндербаумом з приводу проєкту ще в 2018 році; про участь Бредлі і Ендрюса було офіційно оголошено в серпні 2019 року. Вони разом з Віндербаумом, Кевіном Файґі, Луїсом Д'Еспозіто і Вікторією Алонсо стали виконавчими продюсерами:2. Редактор сюжетів Меттью Шонсі написав сценарій до шостого епізоду під назвою «А що як... Кіллмонґер врятував би Тоні Старка?», у якому представлена альтернативна сюжетна лінія фільмів «Залізна людина» (2008) і «Чорна пантера» (2018). Епізод також відтворює моменти з фільмів «Месники» (2012), «Месники: Ера Альтрон» (2015) і «Месники: Завершення» (2019). В альтернативній сюжетної лінії цього епізоду Ерік «Кіллмонґер» Стівенс не дає Тоні Старку бути викраденим організацією «Десять кілець» в Афганістані як частину свого плану по проникненню у Ваканду. «А що як... Кіллмонґер врятував би Тоні Старка?» був випущений на Disney+ 15 вересня 2021 року.

### Кастинг
Джеффрі Райт розповідає події епізоду в ролі Спостерігача, причому Marvel планує, щоб інші персонажі серіалу були озвучені акторами, які зображували їх у фільмах КВМ. У цьому епізоді повернулися актори з «Чорної пантери» Майкл Б. Джордан (Н'Джадака / Ерік «Кіллмонґер» Стівенс), Чедвік Боузман (Т'Чалла / Чорна пантера), Анджела Бассетт (Рамонда), Данай Ґуріра (Окоє), Енді Серкіс (Улісс Кло) і Джон Кані (Т'Чака), поряд з акторами з «Залізної людини» Джоном Фавро (Гарольд «Геппі» Гоґан ), Полом Беттані (Д.Ж.А.Р.В.І.С.) і Леслі Бібб (Крістін Евергарт). Дон Чідл також повернувся в ролі Джеймса Роудс, роль якого виконував Терренс Говард в «Залізній людині»; Чідл отримав цю роль для фільму «Залізна людина 2» (2010) і наступних фільмів, і цей епізод об'єднує зображення Чідла в альтернативні версії для сцен з «Залізної людини», в яких з'являвся Говард.
Мік Вінґерт і Майк МакҐілл повернулися до своїх відповідних ролей Тоні Старка і Таддеус Росса з третього епізоду, в якому вони замінили зірок КВМ Роберта Дауні-мол. і Вільяма Герта. Кіфф Ванден Гевел озвучує Обадая Стейна, замінивши Джеффа Бріджеса, Бет Гойт озвучує Пеппер Поттс, замінивши Ґвінет Пелтроу, і Озіома Акагі озвучує Шурі, замінивши Летицією Райт. Також в епізоді з'явилися робот Старка Дубина, найманець, що працює на Кло, роль якого виконав Бентлі Калу в «Ері Альтрон», і Месники — Стів Роджерс / Капітан Америка, Брюс Беннер / Галк, Тор, Наташа Романова / Чорна вдова і Клінт Бартон / Соколине око, хоча ніхто з них не сказав жодної репліки. 

### Анімація
Анімацію до епізоду надала студія Flying Bark Productins,:4 причому Стефан Франк виступив в якості глави анімації. Ендрюс розробив сіл-шейдінговий стиль анімації серіалу з Райаном Майнердінгом, главою відділу візуального розвитку Marvel Studios. Хоча серіал має послідовний художній стиль, такі елементи, як кольорова палітра, розрізняються між епізодами:4. Концепт-арт для епізоду включений в фінальні титри, Marvel випустила його онлайн після прем'єри епізоду. 

### Музика
Саундтрек до епізоду був випущений в цифровому форматі компаніями Marvel Music і Hollywood Records 17 вересня 2021 року і містив музику композитора Лори Карпман. 
| А що як... Кіллмонґер врятував би Тоні Старка? (Оригінальний саундтрек) | А що як... Кіллмонґер врятував би Тоні Старка? (Оригінальний саундтрек) | А що як... Кіллмонґер врятував би Тоні Старка? (Оригінальний саундтрек) |
| #                                                                       | Назва                                                                   | Тривалість                                                              |
| ----------------------------------------------------------------------- | ----------------------------------------------------------------------- | ----------------------------------------------------------------------- |
| 1.                                                                      | «Convoy»                                                                | 0:53                                                                    |
| 2.                                                                      | «Saved»                                                                 | 1:09                                                                    |
| 3.                                                                      | «Speech»                                                                | 1:11                                                                    |
| 4.                                                                      | «Bankrolled»                                                            | 1:02                                                                    |
| 5.                                                                      | «Return the Favor»                                                      | 0:52                                                                    |
| 6.                                                                      | «Building Montage»                                                      | 0:56                                                                    |
| 7.                                                                      | «Juice»                                                                 | 0:56                                                                    |
| 8.                                                                      | «Salvage Yard Fight»                                                    | 1:11                                                                    |
| 9.                                                                      | «Eyes on This»                                                          | 1:26                                                                    |
| 10.                                                                     | «Uniform»                                                               | 1:26                                                                    |
| 11.                                                                     | «Justice»                                                               | 1:40                                                                    |
| 12.                                                                     | «You Work For Me»                                                       | 1:36                                                                    |
| 13.                                                                     | «War is Here»                                                           | 1:07                                                                    |
| 14.                                                                     | «Drones»                                                                | 1:21                                                                    |
| 15.                                                                     | «Impossible»                                                            | 2:11                                                                    |
| 16.                                                                     | «Loyal Servant»                                                         | 0:50                                                                    |
| 17.                                                                     | «For Chadwick»                                                          | 1:02                                                                    |
| 20:49                                                                   |                                                                         |                                                                         |

## Маркетинг
17 вересня 2021 року Marvel випустила постер до епізоду, на якому зображені Кіллмонґер і Старк разом з цитатою з епізоду. Після виходу епізоду Marvel оголосила про товари, натхнених епізодом, в рамках щотижневої акції «Marvel Must Haves» для кожного епізоду серіалу, включаючи одяг, аксесуари і Funko Pops, засновані на Кіллмонґері і генералі Рамонде. 

## Сприйняття
Гевін Джаспер з Den of Geek вважає, що цей епізод був більш успішним, ніж інші серіали Marvel Studios на Disney+, оскільки він взяв непопулярного другорядного персонажа з фільмів КВМ, у даному випадку Кіллмонґера, і надав йому більше екранного часу. Критик також відчував, що епізод виглядав краще після виходу фільму «Шан-Чі і легенда десяти кілець» (2021) з урахуванням участі в епізоді організації «Десять кілець», а також подібності Кіллмонґера з лиходієм фільму Венву. Проте, Джаспер написав, що це був «самий плоский» епізод в мультсеріалі і дав йому 2,5 з 5 зірок, критикуючи кінцівку після розкриття намірів Кіллмонґера. Том Йорґенсен з IGN також розкритикував різке завершення епізоду, але в іншому він був більш позитивний щодо епізоду і дав йому оцінку 7 з 10. Він погодився з Джаспером, що в епізоді добре попрацювали над Кіллмонґером, вихваляючи рішення зберегти мотивації персонажа такими ж і просто змінити обстановку, в якій він знаходиться, щоб показати, що могла б зробити версія Кіллмонґера з «Чорної пантери» з великою кількістю екранного часу. Він позитивно порівняв цю серію з другим епізодом мультсеріалу, а також з фільмом «Бунтар Один. Зоряні Війни. Історія» (2016), який, на його думку, був ще одним хорошим прикладом розширення існуючої історії, яка додає сенсу оригіналу.
Сем Барсанті з The AV Club і Чарльз Пулліам-Мур з io9 також критикували різке закінчення епізоду, але Барсанті був менш стурбований цим через те, що задумка серіалу не обіцяла повних історій. Він критично відгукнувся про деякі моменти анімації, але подумав, що фінальна битва була добре зроблена, і дав епізоду оцінку «B-». Амон Варманн в своєму огляді для Yahoo! News сказав, що епізод підтвердив, чому Кіллмонґер був одним з ліпших лиходіїв КВМ, і похвалив фінальну битву як кульмінацію епізоду. Він також позитивно поставився до битви Чорної пантери Т'Чалли з найманцями і його зустрічі з Кіллмонґером на Плані предків. Пулліам-Мур похвалив спокійний тон і звук в епізоді, і що пріоритет епізоду йшов акторам озвучення, а не екшену. Він подумав, що комбінація Старка і Кіллмонґера спрацювала добре, і висловив думку, що взаємодія Старка з Кіллмонґером було схоже на те, як він ставиться до Роудс як до «Чорного друга™» у фільмах. Пулліам-Мур все ж вважав, що епізод був менш успішним, ніж «Чорна пантера», в поясненні мотивів Кіллмонґера, і він також поставив під сумнів вибір, щоб так чітко уявити його лиходієм епізоду. Кілька критиків наголосили, що епізод показує, що Кіллмонґер є фанатом аніме і спроєктував роботів, натхнених Ґандамом, серед них Бріана Лоуренс з The Mary Sue. Вона написала, що деякі фанати, включаючи її саму, вже вважали Кіллмонґера фанатом аніме через те, що Джордан сам був фанатом і його костюм мав схожість з костюмом персонажа «Перли дракона» вегето. Вона сказала, що вони були здивовані і щасливі, що цей епізод підтвердив це.